# ペーター・マーク
ペーター・マーク（Peter Maag、1919年5月10日 - 2001年4月16日）はスイス出身の指揮者。

## 経歴
スイス東北部ザンクト・ガレン出身。
ヴォルフガング・アマデウス・モーツァルトとフェリックス・メンデルスゾーンのスペシャリストとして知られる。バーゼル大学とチューリッヒ大学で哲学と神学を修め、アルフレッド・コルトーにピアノを、また指揮をエルネスト・アンセルメとヴィルヘルム・フルトヴェングラーに師事。
- 1947年 スイス・ビールゾロトゥルン歌劇場音楽監督に就任。ヴィルヘルム・フルトヴェングラーの推薦で、1952年にデュッセルドルフ市立歌劇場第1指揮者。
- 1955年 ボン市音楽監督就任。
- 1964年 ウィーン・フォルクスオーパー音楽監督就任。
- 1974年  トリノ・レージョ劇場音楽監督就任。
- 1983年 パドヴァ・ヴェネト管弦楽団首席指揮者就任。
- 1984年 ベルン交響楽団専任指揮者就任。

2001年イタリア北部ヴェローナ没、享年81。
禅に傾倒し、1962年から2年間香港で禅僧として修行したという、指揮者としては異色の経歴の持ち主。

## 主な録音
- モーツァルト 後期交響曲集（第31～41番） / パドヴァ・ヴェネト管弦楽団
- モーツァルト　セレナード 第6番 ニ長調 「セレナータ・ノットゥルナ」K.239、セレナード 第8番 ニ長調 「4つのオーケストラのためのノットゥルノ」K.286/ ロンドン交響楽団
- メンデルスゾーン 交響曲全集 / マドリード交響楽団
- メンデルスゾーン交響曲第3番「スコットランド」/ ロンドン交響楽団
- メンデルスゾーン 劇付随音楽「夏の夜の夢」 抜粋 / ロンドン交響楽団
- ベートーヴェン 交響曲全集 / パドヴァ・ヴェネト管弦楽団
- シューベルト 交響曲全集 / フィルハーモニア・フンガリカ